# لیسیدین (ترکیب شیمیایی)
لیسیدین (ترکیب شیمیایی) (به انگلیسی: Lysidine (chemical)) با فرمول شیمیایی C4H8N2 یک ترکیب شیمیایی با شناسه پاب‌کم 15380 است. که جرم مولی آن ۸۴٫۱۲ گرم بر مول می‌باشد. 